# Maurice Bouilloux-Lafont
Maurice Bouilloux-Lafont (ur. 10 kwietnia 1875 w La Ferté-Alais, zm. 29 lipca 1937 w Barcelonnette) – polityk monakijski, czwarty minister stanu (premier) Księstwa Monako.